# جیووانی آنتونیو آمدمئو پلانا
جیووانی آنتونیو آمدمئو پلانا (انگلیسی: Giovanni Antonio Amedeo Plana؛ ۶ نوامبر ۱۷۸۱ – ۲۰ ژانویه ۱۸۶۴ (۸۲ ساله)) دانشمند در زمینه اخترشناسی اهل پادشاهی ایتالیا بود.
وی همچنین برندهٔ جوایزی همچون مدال کاپلی و مدال طلائی انجمن سلطنتی اختر شناسان شده‌است.